# Fritjof Meyer
Fritjof Meyer (* 1932) ist ein deutscher Politologe und Journalist.

## Leben
Meyer arbeitete nach seinem Abitur am Dom- und Klostergymnasium Magdeburg fünf Jahre als Fabrikarbeiter in Westberlin (Maschinenfabrik Fritz Werner, Klöckner Eisenhandel, Schloßbrauerei), danach von 1955 bis 1962 als Sachbearbeiter im Entschädigungsamt Berlin (Wiedergutmachungsbehörde). Bis 1966 war er Schulungsleiter im Landesverband Berlin der Sozialistischen Jugend Deutschlands – Die Falken (Teilnehmer u. a. Rudi Dutschke, Bernd Rabehl, Eike Hemmer, Joachim Bischoff) und führte 1959 in der ersten Gedenkstättenfahrt 600 West- und Ostberliner Jugendliche nach Auschwitz. Nebenher studierte er, u. a. am Friedrich-Meinecke-Institut der Freien Universität, Seminar Prof. Walter Bussmann: Meyer ist Inhaber des Diploms der Deutschen Hochschule für Politik, Diplom-Politologe (Otto-Suhr-Institut der Freien Universität Berlin), Diplom-Kameralist (Verwaltungsakademie Berlin) und Absolvent der Rechtsabteilung des Osteuropa-Instituts der Freien Universität Berlin.
Meyer war von 1966 bis 2002 als Leitender Redakteur für Ost- und Außenpolitik beim Nachrichtenmagazin Der Spiegel tätig. Dabei bereiste er über 100-mal die Sowjetunion und besuchte auf dem Höhepunkt der Kulturrevolution 1967 China. Er veröffentlichte 108 Titelgeschichten und über 1200 Artikel, er interviewte die meisten wichtigen Ostblock-Führer und chinesische Spitzenleute und knüpfte engen Kontakt zu Michail Gorbatschow, der in einer Festschrift zu Meyers 70. Geburtstag „heiß und freundschaftlich“ gratulierte.

## Kontroverse um Auschwitz-Opferzahlen
Aufsehen erregte sein im Jahre 2002 in der Zeitschrift Osteuropa erschienener Aufsatz Die Opfer von Auschwitz. Neue Erkenntnisse durch neue Archivfunde, in dem er nach Recherchen im Auftrag von Spiegel-Herausgeber Rudolf Augstein die Opferzahl der Konzentrationslager Auschwitz mit 510.000 angibt, davon 356.000 als im Gas ermordet. Diese Zahlen lagen weitaus niedriger als weithin angenommen. Spiegel-Chefredakteur Stefan Aust hatte es abgelehnt, diesen Artikel zu veröffentlichen, und ein Fachblatt empfohlen.
Aufgrund seines Aufsatzes wurden mehrere Strafanzeigen, unter anderem von den Holocaustleugnern Horst Mahler und Imke Barnstedt, wegen Volksverhetzung gegen Fritjof Meyer, gegen die Herausgeberin der Zeitschrift Osteuropa, Rita Süssmuth, und zwei leitende Mitarbeiter der Zeitschrift erstattet. Mahler sah in der Untersuchung den Beweis dafür, dass nicht nur die bislang angenommene Anzahl der ermordeten Juden, sondern die Tatsache des von den Nationalsozialisten verübten systematischen Judenmordes an sich erfunden sei, und wollte die strafrechtliche Relevanz dieser Aussage klären lassen. Die Ermittlungen von fünf Staatsanwaltschaften wurden wegen „mangelnden Tatverdachts“ eingestellt, federführend von der Staatsanwaltschaft Stuttgart mit der Begründung, dass „sich der Beschuldigte in seinem Aufsatz klar von jedweden Bestrebungen, den Holocaust und seinen Schrecken zu verleugnen oder zu bagatellisieren ab[grenzt], indem er am Ende seiner Ausführungen ausdrücklich darauf hinweist, dass das Ergebnis seiner Untersuchungen die Barbarei nicht relativiere, sondern verifiziere.“

## Ehrungen
- Priobresti wes mir - Festschrift zum Jubiläum des deutschen Publizisten Fritjof Meyer (russ.), hrsg. von Jörg R. Mettke, Moskau. Iswestija-Verlag 2002, Autoren: M. S. Gorbatschow, A. N. Jakowlew, G. A. Arbatow, W. I. Daschitschew, O. T. Bogomolow, W. W. Sagladin, W. N. Markow, I. N. Kusmin, W. Seiffert, A. S. Tschernjajew, W. M. Falin, L. A. Besymenski, A. L. Besymenskaja, Ju. W. Woropajewa
- Mavriks-Vulfsons-Preis des Lettischen Schriftstellerverbandes für Meyers „verdienstvollen Beitrag zur Wiedergewinnung der lettischen Unabhängigkeit“ 2006. Meyer hatte bewirkt, dass ein Faksimile des geheimen Zusatzabkommens zum Hitler-Stalin-Pakt zum ersten Mal in der UdSSR (1988 in Riga) publiziert wurde.
- Goldene Ehrennadel der Sozialdemokratischen Partei Deutschlands 2015 für fünfzigjährige Mitgliedschaft

## Veröffentlichungen
Bücher
- China. Aufstieg und Fall der Viererbande. Rowohlt, Reinbek 1981, ISBN 3-499-33009-1.
- Weltmacht im Abstieg. Der Niedergang der Sowjet-Union. Bertelsmann, München 1984, ISBN 3-570-04408-4.
  - Italienische Übers.: Il tramonto dell'Unione sovietica, Longanesi, Milano 1985, ISBN 88-304-0570-1.
  - Spanische Übers.: URSS: ¿Potencia mundial en declive? Blume, Barcelona 1986, ISBN 84-7031-570-6.
- UdSSR, Gesicht einer Weltmacht. Vom selbstzerstörerischen Drang nach Überlegenheit. Rowohlt, Reinbek 1986, ISBN 3-499-18305-6.
- Nach dem Sturm erhebt sich der gebeugte Bambus. China im Umbruch. Bertelsmann, München 1987, ISBN 3-570-01041-4; Goldmann, München 1989, ISBN 3-442-11464-0.
- SPIEGEL-Spezial „Die Katastrophe des Kommunismus - Von Marx bis Gorbatschow“, Hamburg 1991.
- Anatomia morderstwa ks[iędza] Jerzego Popiełuszko. Hutnicy 82, Warszawa 1995 (dt. Orig.: Mord als kleineres Übel)
- Die Mücke im Fell des Bären, Olzog/Lau, Reinbek 2020, ISBN 978-3-95768-213-0

Artikel (Auswahl)
- Das sowjetische Wiedervereinigungsangebot vom Januar 1955 und seine Zurückweisung durch die Bundesregierung, in: Blätter für deutsche und internationale Politik, 1/1966, S. 31 ff.
- Systemimmanente Grenzen einer Reformpolitik in der Sowjetunion, in: Richard Löwenthal, Boris Meissner (Hrsg.): Sowjetische Innenpolitik, Stuttgart 1968, S. 87 ff.
- Sozialistische Opposition gegen den Staatskapitalismus in der UdSSR, in: Rudi Dutschke, Manfred Wilke (Hrsg.): Solschenizyn und die westliche Linke, Reinbek 1975, S. 155 ff.
- Wessen Diktatur in China?, in: Fritjof Meyer (Hrsg.): Der Papiertiger, Hamburg 1975 S. 9 ff.
- Und wenn Russlands Proletariat streikt?, in: Der Spiegel, 36/1980, S. 142–144
- Michail Gorbatschows nobler Traum (1985), und: Albanien, Traumreich für Grüne und Musterstaat des Stalinismus, und: Urlaub in Sibirien, in: Rudolf Augstein (Hrsg.): Die Welt im Wandel - Reportagen 1980–1995, Hamburg 1996:
- Der „Teufelskerl“ und der „geniale Kerl“ - Hitler und Stalin: Tangenten zwischen deutschem und russischem National-Sozialismus, in: Osteuropa 12/2000, S. 1385 ff.
- Die Zahl der Opfer von Auschwitz, in: Osteuropa, 5/2002, S. 631 ff.
- Marx, ganz modern, in: Der Spiegel 12/1998; russ.: Ein Prophet namens Karl Marx, in: Jörg R. Mettke (Hrsg.): Die ganze Welt zu gewinnen (russ.), Moskau 2002, S. 287ff.
- Davon haben wir nichts gewusst, in: Sezession 17/2004, S. 22 ff.
- Der Engel von Budapest - Das Schicksal des Raoul Wallenberg, in: Stefan Aust, Gerhard Spörl (Hrsg.): Die Gegenwart der Vergangenheit, München 2004
- Hat Stalin geblufft? Neue Aktenfunde zur Sowjetnote von 1952, in: Osteuropa 3/2008 S. 157 ff.
- Streit in Polen - Warum die Oder-Neiße-Grenze, wozu eigentlich die Vertreibung? in: Deutschland-Archiv 4/2008 S. 609 ff.
- Der „Prager Frühling“ im „Spiegel“. In: Stefan Karner, Natalja Tomilina, Alexander Tschubarjan (Hrsg.): Prager Frühling - Das internationale Krisenjahr 1968. Köln/Weimar/Wien 2008, S. 1125–1146
- Das Gift der Macht, in: Siegfried Prokop (Hrsg.): Der versäumte Paradigmenwechsel, Schkeuditz 2008, S. 369 ff.
- Mein Fall Georg Solmssen, in: Die Zeit 9. September 2010
- Nachrichten für den Kreml, in: A. Watlin, M. Wilke (Hrsg.): Menschen zwischen den Völkern (russ.), Moskau 2010, S. 191 ff.
- Spiegel-Interviews: Mit Gorbatschow (3x), dessen Beratern: Sagladin (6x), Arbatow (3x), Daschitschew (2x), Janajew, Jakowlew, Portugalow; mit Regierungschefs: Hua Guo-feng, Maurer, Sihanouk, Ceausescu, Brasauskas, Krawtschuk, Kutschma, Sjuganow, Schewardnadse, Iljarionow, Kassjanow, Sligorow, Willy Brandt, Kreisky; mit Ministern: Kutschera, Gwischiani, Gorbenko, Qian Qi, Bo Jibo, Bartoszewski, Abalkin (2x), Gromyko, Bakatin, Schatalin; mit Politikern: Melnikow (2x), Dedijer, Mandel, Sjuganow, Jastreschembski, Luschkow, Beresowski (2x), Vulfsons; mit Dissidenten: Kusnezow, Woslenski (2x), Walesa, Pachman, Blumstajn, Lewtschenko; mit Diplomaten: Falin (2x), Reischauer, Puja, Siegfried Book; mit Literaten: Ernst Fischer, Lukacz, Goldstücker, Nolte, Kopelew, Zhang Jie, Solschenizyn (2x), Reemtsma.

Tonträger
- Tatort des Grauens. Auschwitz in neuer Sicht. 2 CDs. Homilius, Werder 2009, ISBN 978-3-89706-701-1.